# Formazione di Breno
La Formazione di Breno è una formazione geologica affiorante nella media Val Camonica e in alta Val Seriana, datata al Carnico inferiore-medio (Triassico Superiore). La sezione tipo si trova presso il paese di Breno, in Val Camonica.

## Descrizione e ambiente sedimentario
Si tratta di una successione carbonatica ben stratificata, composta da due membri con diversa caratterizzazione litologica:
- Calcare dell'Annunciata (o Membro dell'Annunciata). Calcari di colore chiaro in banchi di spessore metrico (fino a 1.5 m) con interstrati argillosi neri. Sono presenti calcari oolitici, oncolitici e stromatolitici, con frequenti resti di alghe calcaree. Spessore: 160 m circa.

- Dolomia di Campolungo (o Lingua di Campolungo). Dolomie giallastre micritiche stromatolitiche in banchi fino a 2.5 m, con giunti marnosi verdastri. Sono presenti spesso brecciole e altre strutture di essiccazione. Spessore: fino a circa 250 m.

I banchi carbonatici della formazione presentano un assetto marcatamente ciclico così ripartito (dal basso verso l'alto):
- Sedimenti granulari composti di frammenti di fossili, ooliti, oncoliti, con laminazioni da corrente e sedimenti micritici. Si tratta di sedimenti di barra o di laguna, di ambiente sublitorale (al di sotto del livello di bassa marea).

- Sedimenti micritici con laminazioni stromatolitiche, di ambiente intertidale (tra i livelli di alta e di bassa marea) e sopratidale (sopra la linea di alta marea). Sono frequenti strutture definite “fenestrae” o “birds eyes”, piccole cavità e fessurazioni di dimensioni da millimetriche a centimetriche, prodotte dall'essiccazione del sedimento esposto agli agenti atmosferici. Talora, il sedimento fangoso essiccato si staccava in schegge e frammenti formando brecciole che si deponevano in posto o a scarsissima distanza.

Abbiamo quindi banchi caratterizzati da facies che si ripetono ciclicamente. Questo tipo di configurazione viene definito ciclotema. Si tratta in questo caso di ciclotemi peritidali, originati cioè dall'alternanza ciclica di condizioni di annegamento ed emersione che determinano la presenza delle strutture e tessiture sopra descritte.
Queste caratteristiche indicano una piattaforma carbonatica simile alle attuali Bahamas, con fondali ampi e poco profondi e acque poco agitate, caratterizzata dallo sviluppo di estese piane di marea. Oscillazioni periodiche del livello marino potevano portare all'emersione e all'essiccazione del sedimento. La profondità tende a diminuire progressivamente e i cicli di emersione ad aumentare di frequenza verso la sommità della formazione (Membro di Campolungo).
Questa piattaforma delimitava verso mare un bacino interno poco profondo a sedimentazione mista terrigeno-carbonatica i cui termini stratigrafici (Formazione di Gorno) affiorano verso sud.

## Rapporti stratigrafici e datazione

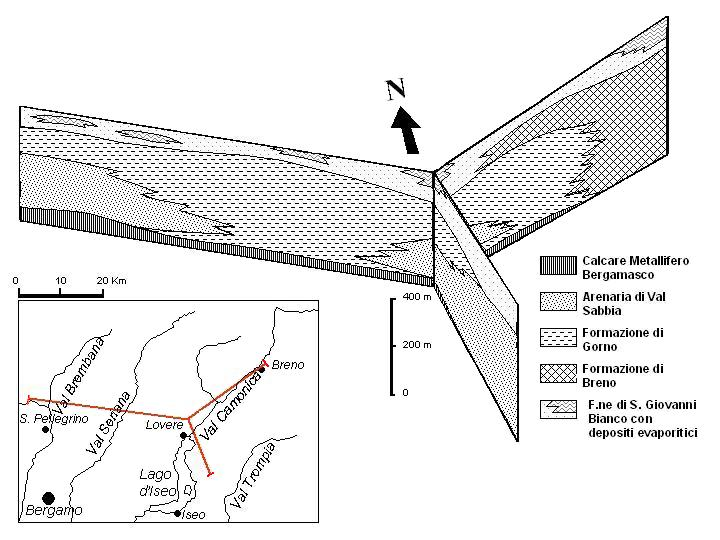
Schema stratigrafico del Carnico in Lombardia orientale. Da Assereto e Casati (1965); modificato. Scala verticale indicativa.

La formazione poggia inferiormente sul Calcare di Esino ed è ricoperta dalla Formazione di San Giovanni Bianco. Verso sud, passa per eteropia laterale di facies alla Formazione di Gorno. Lo spessore complessivo della formazione ammonta a circa 400 m. I fossili contenuti, soprattutto bivalvi e gasteropodi, ma anche ammoniti del genere Trachyceras, hanno permesso la datazione della formazione al Carnico inferiore e medio.